# Ficinia dura
Ficinia dura là loài thực vật có hoa trong họ Cói. Loài này được Turrill mô tả khoa học đầu tiên năm 1925.